# Paul Blondel
Pour les articles homonymes, voir Blondel.

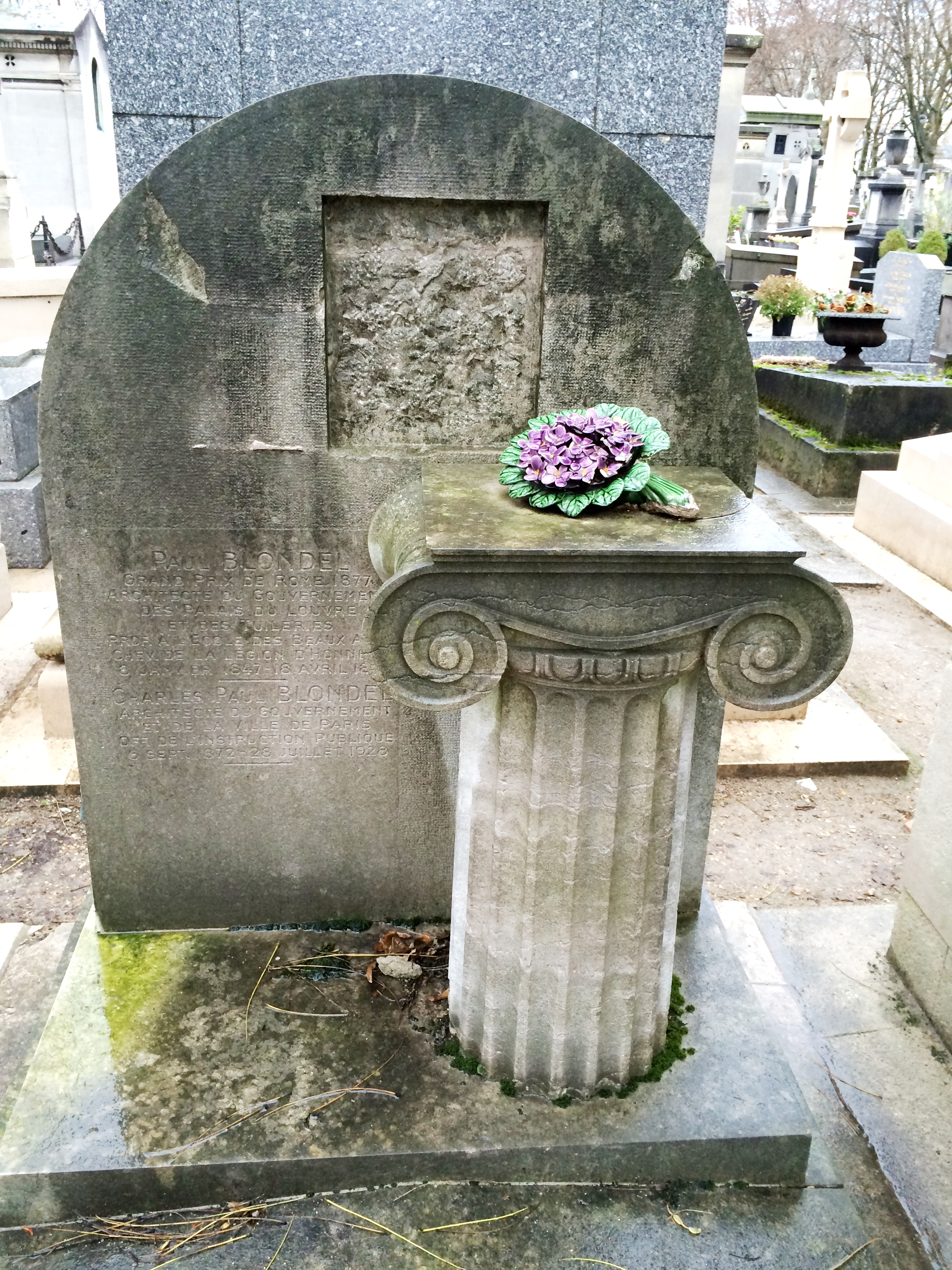
Tombe de Paul Blondel au cimetière du Montparnasse.

Paul Blondel, né le 8 janvier 1847 à Paris et mort le 18 avril 1897 à Paris 6e, est un architecte français, grand Prix de Rome en 1876.

## Biographie
Paul Blondel naît le 8 janvier 1847 à Belleville. Il est élève de l'École des Beaux-arts de Paris, de l'atelier Daumet en 1864.
Il devient professeur chef d'atelier à l'École des beaux-arts en 1880.
Il reçoit le deuxième grand prix de Rome en 1875 puis, en 1876, obtient le premier grand prix.
Il construit l'hôtel de la caisse d'épargne à Mayenne, une bibliothèque à Mulhouse et l'école professionnelle des aveugles à Paris.
Il est inhumé au cimetière du Montparnasse, dans la 27e division.